# Olympische Sommerspiele 2024/Schwimmen – 200 m Freistil (Frauen)
Der Schwimmwettkampf über 200 Meter Freistil der Frauen bei den Olympischen Spielen 2024 in Paris wurde am 28. und 29. Juli 2024 in der Paris La Défense Arena ausgetragen. Titelverteidigerin war die Australierin Ariarne Titmus, die in Tokio in olympischer Rekordzeit von 1:53,50 Minuten gewann und damit eine von ihren bisher zwei olympischen Goldmedaillen gewann.

## Rekorde
Vor Beginn der Olympischen Spiele waren folgende Rekorde gültig:
| Weltrekord         | Mollie O’Callaghan | 1:52,85 min | Fukuoka | 26. Juli 2023 |
| Olympischer Rekord | Ariarne Titmus     | 1:53,50 min | Tokio   | 28. Juli 2021 |

Während der Olympischen Spiele wurde folgender Rekord gebrochen:
| Olympischer Rekord | Mollie O’Callaghan | 1:53,27 min | Paris | 29. Juli 2024 |

## Titelträgerinnen
| Olympische Spiele 2020       | Ariarne Titmus             | 1:53,50 min | Tokio             |
| Weltmeisterschaften 2024     | Siobhan Bernadette Haughey | 1:54,89 min | Doha              |
| Afrikaspiele 2023            | Lojine Hamed               | 2:03,63 min | Accra             |
| Panamerikanische Spiele 2023 | Mary-Sophie Harvey         | 1:58,08 min | Santiago de Chile |
| Asienspiele 2022             | Siobhan Bernadette Haughey | 1:54,12 min | Hangzhou          |
| Europameisterschaft 2022     | Marrit Steenbergen         | 1:56,36 min | Rom               |
| Pazifikspiele 2023           | Lara Grangeon              | 2:08,05 min | Honiara           |

## Qualifikation
Als Olympische Normzeit (OQT) wurde eine Zeit von 1:57,26 Minuten festgelegt. Athletinnen, die diese Zeit im Qualifikationszeitraum (1. März 2023 bis 23. Juni 2024) erreichten, durften an den Start gehen. Die Anzahl der Athletinnen war auf maximal zwei pro NOK beschränkt. Darüber hinaus wurden weitere Plätze an Schwimmerinnen vergeben, die die Olympische Basiszeit (OCT) von 1:57,85 Minuten geschwommen waren (maximal eine Schwimmerin pro NOK). Über Universalstartplätze bestand eine weitere Chance für die Teilnahme, auch für Athletinnen die keine der beiden Normzeiten schwimmen konnten.

## Vorläufe
Die besten 16 Athletinnen aller Läufe qualifizierten sich für das Halbfinale.
| Rang | Lauf | Bahn | Athletin                   | Nation                       | Zeit        | Anm. |
| ---- | ---- | ---- | -------------------------- | ---------------------------- | ----------- | ---- |
| 1    | 3    | 4    | Mollie O’Callaghan         | Australien                   | 1:55,79 min | Q    |
| 2    | 4    | 3    | Mary-Sophie Harvey         | Kanada                       | 1:56,21 min | Q    |
| 3    | 4    | 4    | Ariarne Titmus             | Australien                   | 1:56,23 min | Q    |
| 4    | 2    | 3    | Li Bingjie                 | China                        | 1:56,28 min | Q    |
| 5    | 2    | 4    | Siobhan Bernadette Haughey | Hongkong                     | 1:56,38 min | Q    |
| 6    | 2    | 5    | Claire Weinstein           | Vereinigte Staaten           | 1:56,48 min | Q    |
| 7    | 3    | 3    | Erika Fairweather          | Neuseeland                   | 1:56,54 min | Q    |
| 8    | 2    | 6    | Maria Fernanda Costa       | Brasilien                    | 1:56,65 min | Q    |
| 9    | 4    | 5    | Yang Junxuan               | China                        | 1:56,83 min | Q    |
| 10   | 3    | 5    | Barbora Seemanová          | Tschechien                   | 1:57,02 min | Q    |
| 11   | 4    | 6    | Erin Gemmell               | Vereinigte Staaten           | 1:57,23 min | Q    |
| 12   | 3    | 2    | Valentine Dumont           | Belgien                      | 1:57,50 min | Q    |
| 13   | 2    | 2    | Lilla Minna Ábrahám        | Ungarn                       | 1:57,77 min | Q    |
| 14   | 4    | 2    | Aimee Canny                | Südafrika                    | 1:57,81 min | Q    |
| 15   | 3    | 7    | Snæfríður Jórunnardóttir   | Island                       | 1:58,32 min | Q    |
| 16   | 4    | 1    | Rebecca Diaconescu         | Rumänien                     | 1:59,29 min | Q    |
| 17   | 4    | 7    | Julia Mrozinski            | Deutschland                  | 1:59,87 min |      |
| 18   | 2    | 1    | Batbajaryn Enchchüslen     | Mongolei                     | 1:59,94 min |      |
| 19   | 2    | 7    | Lea Polonsky               | Israel                       | 2:00,38 min |      |
| 20   | 3    | 1    | María Yegres               | Venezuela                    | 2:00,66 min |      |
| 21   | 4    | 8    | Andrea Becali              | Kuba                         | 2:03,38 min |      |
| 22   | 3    | 8    | Julimar Ávila              | Honduras                     | 2:04,88 min |      |
| 23   | 1    | 4    | Dhinidhi Desinghu          | Indien                       | 2:06,96 min |      |
| 24   | 2    | 8    | Lojine Abdalla Salah       | Ägypten                      | 2:07,19 min |      |
| 25   | 1    | 5    | Ariana Dirkzwager          | Laos                         | 2:07,22 min |      |
| 26   | 1    | 3    | Jehanara Nabi              | Pakistan                     | 2:10,69 min |      |
| 27   | 1    | 6    | Kaltra Meça                | Albanien                     | 2:12,21 min |      |
| 28   | 1    | 7    | Maha al-Shehhi             | Vereinigte Arabische Emirate | 2:17,17 min |      |
| 29   | 1    | 1    | Mashael al-Ayed            | Saudi-Arabien                | 2:19,61 min |      |
| 30   | 1    | 2    | Duana Lama                 | Nepal                        | 2:20,74 min |      |
|      | 3    | 6    | Nikolett Pádár             | Ungarn                       | DSQ         |      |

## Halbfinale
Die besten 8 Athletinnen beider Läufe qualifizierten sich für das Finale.
| Rang | Lauf | Bahn | Athletin                   | Nation             | Zeit        | Anm. |
| ---- | ---- | ---- | -------------------------- | ------------------ | ----------- | ---- |
| 1    | 2    | 5    | Ariarne Titmus             | Australien         | 1:54,64 min |      |
| 2    | 2    | 4    | Mollie O’Callaghan         | Australien         | 1:54,70 min |      |
| 3    | 1    | 3    | Claire Weinstein           | Vereinigte Staaten | 1:55,24 min |      |
| 4    | 2    | 3    | Siobhan Bernadette Haughey | Hongkong           | 1:55,51 min |      |
| 5    | 2    | 2    | Yang Junxuan               | China              | 1:55,90 min |      |
| 6    | 1    | 2    | Barbora Seemanová          | Tschechien         | 1:56,06 min |      |
| 7    | 2    | 6    | Erika Fairweather          | Neuseeland         | 1:56,31 min |      |
| 8    | 1    | 4    | Mary-Sophie Harvey         | Kanada             | 1:56,37 min |      |
| 9    | 2    | 7    | Erin Gemmell               | Vereinigte Staaten | 1:56,46 min |      |
| 10   | 1    | 5    | Li Bingjie                 | China              | 1:56,56 min |      |
| 11   | 1    | 6    | Maria Fernanda Costa       | Brasilien          | 1:56,89 min |      |
| 12   | 1    | 1    | Aimee Canny                | Südafrika          | 1:57,34 min |      |
| 13   | 1    | 7    | Valentine Dumont           | Belgien            | 1:57,50 min |      |
| 14   | 2    | 1    | Lilla Minna Ábrahám        | Ungarn             | 1:57,78 min |      |
| 15   | 2    | 8    | Snæfríður Jórunnardóttir   | Island             | 1:58,78 min |      |
| 16   | 1    | 8    | Rebecca Diaconescu         | Rumänien           | 1:59,58 min |      |

## Finale
| Rang | Athletin                   | Nation             | Zeit        | Anm. |
| ---- | -------------------------- | ------------------ | ----------- | ---- |
| 1    | Mollie O’Callaghan         | Australien         | 1:53,27 min | OR   |
| 2    | Ariarne Titmus             | Australien         | 1:53,81 min |      |
| 3    | Siobhan Bernadette Haughey | Hongkong           | 1:54,55 min |      |
| 4    | Mary-Sophie Harvey         | Kanada             | 1:55,29 min |      |
| 5    | Yang Junxuan               | China              | 1:55,38 min |      |
| 6    | Barbora Seemanová          | Tschechien         | 1:55,47 min |      |
| 7    | Erika Fairweather          | Neuseeland         | 1:55,59 min |      |
| 8    | Claire Weinstein           | Vereinigte Staaten | 1:56,60 min |      |